# Индустријализација у Совјетском Савезу
Индустријализација у Совјетском Савезу био је процес убрзане изградње индустријског потенцијала Совјетског Савеза како би се смањило заостајање привреде у односу на развијене капиталистичке државе, који је спроведен од маја 1929. до јуна 1941. године.
Званични задатак индустријализације био је претварање Совјетског Савеза из претежно аграрне у водећу индустријску државу. Почетак совјетске индустријализације као саставног дела „троструког задатка радикалне реорганизације друштва“ (индустријализација, економска централизација, колективизација пољопривреде и културна револуција) постављен је првим петогодишњим планом развоја народне привреде која је трајала од 1928. до 1932. године.
У совјетско време индустријализација се сматрала великим и значајним догађајем. Брз раст производних капацитета и обима производње тешке индустрије био је од великог значаја за обезбеђивање економске независности од капиталистичких земаља и јачање одбрамбене способности земље. У то време, Совјетски Савез је направио транзицију из аграрне у индустријску земљу. Током Великог отаџбинског рата (Источни фронт), совјетска индустрија је доказала своју супериорност у поређењу са индустријом нацистичке Немачке. Од касних 1980-их, у Совјетском Савезу и Русији вођене су расправе о цени индустријализације, које су такође доводиле у питање њене резултате и дугорочне последице по совјетску економију и друштво. Међутим, економије свих постсовјетских држава и даље функционишу на рачун индустријске базе која је створена у совјетском периоду.

## ГОЕЛРО
Већ током руског грађанског рата, совјетска влада је почела да развија дугорочни план за електрификацију земље. У децембру 1920. план ГОЕЛРО је одобрен на 8. Сверуском конгресу Совјета, а годину дана касније одобрен је на 9. Сверуском конгресу Совјета.
План је предвиђао приоритетни развој електропривреде, везан за планове развоја територија. План ГОЕЛРО, пројектован за период од 10 до15 година, предвиђао је изградњу 30 електрана (20 термоелектрана и 10 хидроелектрана) укупног капацитета 1,75 гигавата. Пројекат је обухватио осам главних економских региона (северни, централни индустријски, јужни, волшки, уралски, западносибирски, кавкаски и туркестански). Истовремено је вршен развој транспортног система земље (реконструкција старих и изградња нових железничких пруга, изградња канала Волга-Дон).
Пројекат ГОЕЛРО омогућио је индустријализацију на територији Совјетског Савеза: производња електричне енергије 1932. године у поређењу са 1913. повећана је скоро 7 пута, са 2 на 13,5 милијарди kWh .

## Особине индустријализације
Стручњаци истичу следеће карактеристике индустријализације:
- Као главна карика изабрани су сектори инвестиција: металургија, инжењеринг, индустријска грађевина;
- Препумпавање средстава из пољопривреде у индустрију ;
- Посебна улога државе у централизацији средстава за индустријализацију;
- Стварање јединственог облика својине — социјалистичке — у два облика: државна и задружно-колхонска;
- планирање индустријализације;
- Недостатак приватног капитала;
- Претерано централизовани ресурси.

## Дискусије у периоду Нове економске политике
До 1928. Совјетски Савез је водио „ нову економску политику “. Док су пољопривреда, малопродаја, услуге, прехрамбена и лака индустрија биле углавном у приватном власништву, држава је задржала контролу над тешком индустријом, транспортом, банкама, велепродајом и међународном трговином. Државне компаније су се међусобно такмичиле, улога Госплана (комитета за планирања) Совјетског Савеза била је ограничена на прогнозе које су одређивале правац и величину јавних инвестиција .
Једна од кључних нелогичности бољшевизма била је чињеница да је партија која је себе називала „радницима“, а своју владавину „диктатуром пролетаријата“ дошла на власт у аграрној земљи у којој су радници у фабрикама чинили само неколико процената становништва, а већину од њих су чинили досељеници са села који још нису сасвим прекинули везе са истим. Присилна индустријализација Совјетског Савеза осмишљена је са циљем да елиминише ову контрадикцију.
Са спољнополитичке тачке гледишта, земља је била у углавном непријатељским односима са другим државама. Према руководству Свесавезне комунистичке партије (бољшевика), постојала је велика вероватноћа почетка новог рата са капиталистичким државама. Значајно је да је још на 10. конгресу Руске комунистичке партије (бољшевика) 1921. године Лев Каменев, аутор извештаја „О опкољеној совјетској републици“, изјавио да су припреме за Други светски рат, који је почео у Европи :
Оно што ми  видимо у Европи сведочи да рат није завршен, војске се крећу, борбена наређења се спроводе, ни једна граница не може се сматрати чврсто успостављеном... неко може помислити да ће настати онај стари, завршени, империјалистички покољ, неки нови још монструознији империјалистички рат.
Припрема за рат захтевала је темељно ренаоружавање. Војне школе Руског царства, уништене револуцијом и грађанским ратом, обновљене су: војне академије, школе, институти и војни курсеви почели су обуку за Црвену армију. Међутим, било је немогуће одмах започети поновно опремање Црвене армије због заосталости тешке индустрије. Истовремено, постојећа стопа индустријализације изгледала је недовољно, због заостајања за капиталистичким земљама, које су имале све већи економски узлет 1920-их.
Један од првих таквих планова за поновно наоружавање изложен је још 1921. године, у нацрту реорганизације Црвене армије који су за 10. конгрес припремили Сергеј Гусев и Михаил Фрунзе . У нацрту је писало и о неизбежности новог великог рата и о неспремности Црвене армије за њега. Гусев и Фрунзе су предложили организовање масовне производње тенкова, артиљерије, оклопних аутомобила, оклопних возова и авиона у „шок“ поретку. Такође је предложена посебна тачка, да се пажљиво проучи борбено искуство грађанског рата, укључујући јединице које су се супротстављале Црвеној армији. Поред тога, аутори су такође позвали да се хитно организује објављивање страних „марксистичких“ радова о војним питањима, у Русији.
После завршетка грађанског рата, Русија се поново суочила са предреволуционарним проблемом аграрне пренасељености. У време владавине Николаја II, пренасељеност је изазвала постепено смањење просечних приноса земље, вишак радника у селу није био апсорбован одливом у градове (око 300.000 људи годишње, са просечним повећањем до 1 милион људи годишње), нити емиграцијом колониста на Урал. Током 1920-их, пренасељеност је попримила облик урбане незапослености. Постао је озбиљан друштвени проблем који је растао кроз Нову економску политику. Влада је сматрала да је један од фактора који коче развој индустрије у градовима недостатак хране и недовољна спремност села да градове обезбеде хлебом по ниским ценама.
Партијско руководство је намеравало да ове проблеме реши планском прерасподелом ресурса између пољопривреде и индустрије, у складу са концептом социјализма, који је објављен на 14. конгресу Свесавезне комунистичке партије (бољшевика) и 3. Конгресу Совјета 1925, али је донета само општа одлука о потреби трансформације Совјетског Савеза из аграрне земље у индустријску, без утврђивања конкретних облика и степена индустријализације.
О избору специфичне имплементације централног планирања жестоко се расправљало од 1926 до1928. Заговорници генетског приступа (Владимир Базаров, Владимир Громан, Николај Кондратјев) сматрали су да план треба да се заснива на објективним законитостима економског развоја, идентификованим као резултат анализе постојећих трендова. Заговорници телеолошког приступа (Глеб Кржижановски, Валеријан Кујбишев, Станислав Струмилин) веровали су да план треба да трансформише привреду и да се заснива на будућим структурним променама, могућностима производње и дисциплини. Међу партијским функционерима, прве је подржавао присталица еволутивног пута ка социјализму Николај Бухарин, а друге Лав Троцки, који је инсистирао на убрзаном темпу индустријализације.
Један од првих идеолога индустријализације био је Јевгениј Преображенски, економиста близак Троцком, који је 1924–25. развио концепт присилне „супериндустријализације“ на рачун средстава са села. Са своје стране, Бухарин је оптужио Преображенског и његову „леву опозицију” која га је подржавала у наметању „феудалне војне експлоатације сељаштва” и „унутрашњег колонијализма”.
Генерални секретар бољшевика Јосиф Стаљин је у почетку подржавао Бухаринов став, али је након искључења Троцког из Централног комитета партије крајем 1927. променио свој став на супротан. То је довело до одлучујуће победе телеолошке школе и радикалног заокрета. Истраживач Вадим Роговин сматра да је узрок Стаљиновог „левог скретања” била криза жетве жита 1927; сељаштво, посебно добростојећи, масовно је одбијало да прода хлеб, сматрајући да су откупне цене које је одредила држава сувише ниске.
Унутрашња економска криза 1927. испреплела се са оштрим погоршањем спољнополитичке ситуације. Британски министар спољних послова је 23. фебруара 1927. послао је захтев Совјетском Савезу да престане да подржава Куоминтанг-комунистичку владу у Кини. Након одбијања, Уједињено Краљевство је 24-27. маја прекинуло дипломатске односе са Совјетским Савезом. Међутим, истовремено се распао и савез Куоминтанга и кинеских комуниста.
У истом периоду извршен је препад на совјетску амбасаду у Пекингу (6. априла); Британска полиција претресла је совјетско-британско акционарско друштво Аркос у Лондону (12. маја). У јуну 1927, представници Руског војног савеза извели су серију терористичких напада на Совјетски Савез. Конкретно, 7. јуна, бели емигрант Коверда је убио совјетског пуномоћника у Варшави, Војкова, истог дана у Минску, шефа белоруске заједничке државне политичке управе Јосифа Опанског, дан раније, убио је руски све- Терориста Војног синдиката бацивши бомбу на Заједничку државну политичку дирекцију у Москви. Сви ови инциденти допринели су стварању амбијента „војне психозе“ и настанку очекивања нове иностране интервенције („крсташки рат против бољшевизма“).
До јануара 1928. пожњевено је само две трећине жита у односу на прошлогодишњи ниво, пошто су сељаци масовно држали хлеб, сматрајући да су откупне цене ниске. Започети поремећаји у снабдевању градова и војске погоршани су заоштравањем спољнополитичке ситуације, која је стигла чак и до пробне мобилизације. У августу 1927. године почела је паника међу становништвом, која је резултирала велепродајом намирница.

## Први петогодишњи план
Главни задатак уведене планске економије био је изградња економске и војне моћи државе по највишим могућим стандардима, уз скоро потпуну елиминацију приватне индустрије која је дозвољавала НЕП . У почетној фази се свело на прерасподелу максимално могућег износа ресурса за потребе државне индустријализације. У децембру 1927. године, на 15. конгресу Свесавезне комунистичке партије (бољшевика), усвојене су „Директиве за израду првог петогодишњег националног плана економског развоја Совјетског Савеза“, у којима се конгрес изјаснио против супериндустријализације : стопе раста не треба да буду максималне и треба их планирати тако да не дође до неуспеха. Израђен на основу директива, нацрт првог петогодишњег плана (1. октобар 1928. – 1. октобар 1933.) одобрен је на 16. конференцији Свесавезне комунистичке партије (бољшевика) (април 1929.) као комплекс пажљиво осмишљених и стварних задатака. Овај план је, у стварности, много стреснији од претходних пројеката, одмах након што га је одобрио 5. Конгрес Совјета Совјетског Савеза у мају 1929. године, дао је основ држави да спроведе низ економских, политичких, организационих и идеолошких мера, које су индустријализацију уздигле на статус концепта званог доба „ Великог преокрета “. Земља је морала да прошири изградњу нових индустрија, повећа производњу свих врста производа и започне производњу нове опреме.
Пре свега, користећи пропаганду, партијско руководство је мобилисало становништво за подршку индустријализацији. Комсомолци су то посебно прихватили са ентузијазмом. Јефтине радне снаге није недостајало, јер се након колективизације велики број дојучерашњих сеоских становника преселио из села у градове из сиромаштва, глади и самовоље власти. Милиони људи несебично, готово ручно, изградили су стотине фабрика, електрана, поставили пруге, метрое . Често је морало да се ради у три смене. Године 1930. пуштено је у рад око 1500 објеката, од којих је 50 апсорбовало скоро половину свих инвестиција. Уз помоћ страних стручњака подигнут је низ гигантских индустријских зграда: Дњепарска хидроелектрана, металуршке фабрике у Магнитогорску, Липецку и Чељабинску, Новокузњецку, Норилску и Уралмашу, фабрике трактора у Стаљингграду, Чељабинску, Харкову, Уралвагонза) и други. Године 1935. отворена је прва линија московског метроа укупне дужине 11 километара.
Пажња је била посвећена уништавању приватне пољопривреде и њеној замени државним великим фармама. Због појаве домаће трактороградње, Совјетски Савез је 1932. одбио да увози тракторе из иностранства, а 1934. године Кировљев погон у Лењинграду почео је да производи обрађени трактор „Универзал“, који је постао први домаћи трактор извезен у иностранство. За десет година пре рата произведено је око 700.000 трактора, што је чинило 40% њихове светске производње.
У циљу стварања сопствене базе инжињера, хитно је створен домаћи систем високог техничког образовања . Године 1930. у Совјетском Савезу уведено је опште основно образовање, а у градовима обавезно седмогодишње образовање.
Године 1930, говорећи на 16. конгресу Свесавезне комунистичке партије (бољшевика), Стаљин је признао да је индустријски пробој могућ само када се изгради „ социјализам у једној земљи “ и захтевао је вишеструко повећање задатака петогодишњег плана.
Да би се повећали подстицаји за рад, плаћање је постало чвршће везано за учинак. Активно развијени центри за развој и имплементацију принципа научне организације рада . Један од највећих центара ове врсте, Централни завод за рад, створио је око 1.700 места за обуку са 2.000 најквалификованијих инструктора Централног завода за рад у различитим деловима земље. Деловали су у свим водећим секторима националне привреде — у машинству, металургији, грађевинарству, лакој и дрвној индустрији, на железници и моторним возилима, у пољопривреди, па чак и у морнарици.
Године 1933, на заједничком пленуму Централног комитета и Централне контролне комисије Свесавезне комунистичке партије (бољшевика), Стаљин је у свом извештају рекао да је према резултатима првог петогодишњег плана роба широке потрошње произвела мање од потребне, али политика померања индустријализације у други план би значила да нема више тракторске и аутомобилске индустрије, црне металургије и метала за производњу машина. Капиталистички елементи у земљи би невероватно повећали шансе за рестаурацију капитализма. Позиција Совјетског Савеза би постала слична оној Кине, која у то време није имала своју тешку и војну индустрију и постала је предмет агресије.
Пошто су капитална улагања у тешку индустрију готово одмах премашила раније планирани износ и наставила да расту, количина новца је нагло повећана (тј. штампање папирног новца), а током читавог првог петогодишњег периода раст новчане масе у оптицају се више него удвостручио, што је довело до виших цена и несташице робе велике потрошње.
Године 1935. појавио се „ стахановски покрет “ у част рудара Алексеја Стаханова, који је, према тадашњим званичним информацијама, у ноћи 30. августа 1935. године извршио 14,5 норми за једну смену.
Пошто је после национализације страних концесија за експлоатацију злата, против Совјетског Савеза проглашен „златни бојкот“, методе као што је продаја слика из колекције Ермитажа коришћене су за добијање девиза потребне за финансирање индустријализације.
Истовремено, држава је прешла на централизовану расподелу средстава за производњу и потрошних добара која јој припадају, извршено је увођење командно-административних метода управљања и национализација приватне својине. Такође је почела широка употреба принудног рада од стране затвореника Гулага и позадинске милиције .
Први петогодишњи план био је повезан са брзом урбанизацијом . Градска радна снага се повећала за 12,5 милиона људи, од којих су 8,5 милиона били мигранти из руралних средина. Међутим, Совјетски Савез је тек почетком 1960-их достигао популацију коју је чинило 50% урбаног становништва.

## Коришћење страних стручњака
Инжењери су били позвани из иностранства, многе познате компаније, попут General Electric-a, биле су укључене у рад и вршиле испоруке савремене опреме, значајан део модела опреме произведене тих година у совјетским фабрикама, биле су копије или модификације страних аналога (на пример, трактор Фордсон састављен у Стаљинградској тракторској фабрици).

## Резултати
| Производи                              | 1928. | 1932. | 1937. | 1928 до 1932 (%) 1. петогодишњи план | 1928 до 1937 (%) 1. и 2. петогодишњи планови |
| -------------------------------------- | ----- | ----- | ----- | ------------------------------------ | -------------------------------------------- |
| Ливено гвожђе, милион тона             | 3.3   | 6.2   | 14.5  | 188                                  | 439                                          |
| Челик, милион тона                     | 4.3   | 5.9   | 17.7  | 137                                  | 412                                          |
| Ваљани црни метали, милион тона        | 3.4   | 4.4   | 13    | 129                                  | 382                                          |
| Угаљ, милион тона                      | 35.5  | 64.4  | 128   | 181                                  | 361                                          |
| Нафта, милион тона                     | 11.6  | 21.4  | 28.5  | 184                                  | 246                                          |
| Електрична енергија, милијарде кВх     | 5.0   | 13.5  | 36.2  | 270                                  | 724                                          |
| Папир, хиљаде тона                     | 284   | 471   | 832   | 166                                  | 293                                          |
| Цемент, милион тона                    | 1.8   | 3.5   | 5.5   | 194                                  | 306                                          |
| Шећер, хиљаде тона                     | 1,283 | 1,828 | 2,421 | 142                                  | 189                                          |
| Машине за сечење метала, хиљаде комада | 2.0   | 19.7  | 48.5  | 985                                  | 2,425                                        |
| Аутомобили, хиљаде комада              | 0.8   | 23.9  | 200   | 2,988                                | 25.000                                       |
| Кожне ципеле, милион пари              | 58.0  | 86.9  | 183   | 150                                  | 316                                          |

Крајем 1932. године објављено је успешно спровођење првог петогодишњег плана, за четири године и три месеца. Сумирајући његове резултате, Стаљин је објавио да је тешка индустрија испунила план за 108%. У периоду од 1. октобра 1928. до 1. јануара 1933. године производна средства тешке индустрије порасла су 2,7 пута.
У извештају на 17. конгресу Свесавезне комунистичке партије (бољшевика) јануара 1934. Стаљин је навео следеће бројке уз речи: „То значи да је наша земља постала чврста и коначно индустријска земља“.
|                        | 1913. године | 1929. године | 1930. године | 1931. године | 1932. године | 1933 (%) |
| ---------------------- | ------------ | ------------ | ------------ | ------------ | ------------ | -------- |
| Индустрија (без малих) | 42.1         | 54.5         | 61.6         | 66.7         | 70.7         | 70.4     |
| Пољопривреда           | 57.9         | 45.5         | 38.4         | 33.3         | 29.3         | 29.6     |

Након првог петогодишњег плана, уследио је други петогодишњи план са нешто мањим акцентом на индустријализацију, а затим и трећи петогодишњи план, који је пропао избијањем Другог светског рата .
Резултат првих петогодишњих планова био је развој тешке индустрије, захваљујући којој је повећање бруто домаћег производа током периода 1928–40, према Виталију Мељанцеву, износио око 4,6% годишње (према другим, ранијим проценама, од 3% до 6,3%). Индустријска производња у периоду 1928–1937 порасла је 2,5–3,5 пута, односно 10,5–16% годишње. Конкретно, ослобађање машина у периоду 1928–1937 расло је у просеку 27,4% годишње. Од 1930. до 1940. године број високих и средњих техничких образовних установа у Совјетском Савезу порастао је 4 пута и премашио је 150.
До 1941. године изграђено је око 9.000 нових погона. До краја другог петогодишњег плана, Совјетски Савез је заузео друго место у свету по индустријској производњи, после Сједињених Држава. Увоз је нагло опао, на шта се гледало као на стицање економске независности земље. Отворена незапосленост је елиминисана. Запосленост (по пуним стопама) порасла је са једне трећине становништва 1928. на 45% 1940. године, што је обезбедило око половину раста бруто домаћег производа . За период 1928.–1937. универзитети и колеџи припремили су око два милиона специјалиста. Савладане су многе нове технологије. Тако је тек у првом петогодишњем периоду прилагођена производња синтетичке гуме, мотоцикала, сатова, фото-апарата, багера, квалитетног цемента и висококвалитетног челика. Постављени су и темељи за совјетску науку, која је у одређеним областима временом постала водећа у свету. На основу успостављене индустријске базе постало је могуће спровести масовно опремање војске; током првог петогодишњег плана, потрошња за одбрану порасла је на 10,8% буџета.
Са почетком индустријализације, фонд потрошње, а као резултат тога, и животни стандард становништва, нагло је опао. До краја 1929. систем је проширен на скоро све прехрамбене производе, али је и даље био присутан недостатак оброка, а за куповину су се чекали дуги редови. У будућности је животни стандард почео да се побољшава. Године 1936. плате су повећане у индустријском сектору. Просечан ниво потрошње по глави становника 1938. године био је 22% већи него 1928. Ипак, највећи раст је био међу партијском и радничком елитом и уопште није дотакао огромну већину сеоског становништва, односно више од половине становништва државе.
| Производи                                     | 1913. године | 1940. године | 1940. до 1913. (%) |
| --------------------------------------------- | ------------ | ------------ | ------------------ |
| Производња електричне енергије, милијарде kWh | 2.0          | 48.3         | 2,400              |
| Челик, милион тона                            | 4.2          | 18.3         | 435                |

Датум завршетка индустријализације различити историчари одређују на различите начине. Са становишта концептуалне тежње да се тешка индустрија подигне у рекордном року, први петогодишњи план је био најизраженији период. Најчешће се крај индустријализације схвата као последња предратна година (1940), ређе година пре Стаљинове смрти (1952). Ако се индустријализација схвати као процес чији је циљ удео индустрије у бруто домаћем производу, карактеристичан за индустријализоване земље, онда је привреда Совјетског Савеза у такво стање дошла тек шездесетих година двадесетог века. Треба узети у обзир и социјални аспект индустријализације, јер је тек почетком 1960-их број градског становништва превазишао број руралног.
Совјетски економиста и секретар партијског комитета Лењинградског универзитета Николај Колесов Дмитријевич сматра да без спровођења политике индустријализације политичка и економска независност земље не би била обезбеђена. Извори средстава за индустријализацију и њен темпо били су предодређени економском заосталошћу и прекратким роком за њену ликвидацију. Према речима Колесова, Совјетски Савез је успео да отклони заосталост за само 13 година.

## Критика
Током година совјетске власти, комунисти су тврдили да је основа индустријализације рационалан и остварив план. У међувремену, претпостављало се да ће први петогодишњи план ступити на снагу крајем 1928. године, али ни до његовог објављивања у априлу и мају 1929. посао на његовом састављању није завршен. Почетни облик плана укључивао је циљеве за 50 индустрија и пољопривреду, као и однос ресурса и могућности. Временом је постизање унапред одређених показатеља почело да игра главну улогу. Ако су првобитно постављене стопе раста индустријске производње биле 18–20%, до краја године су удвостручене. Западни и руски истраживачи тврде да је упркос извештају о успешној имплементацији првог петогодишњег плана, статистика фалсификована, а да ниједан од циљева није постигнут ни изблиза. Штавише, у пољопривреди и индустријама зависним од пољопривреде, дошло је до наглог пада. Део партијске номенклатуре био је због тога изузетно огорчен, на пример, Сергеј Сирцов је извештаје о достигнућима описао као „превару“.
Напротив, према Борису Бруцкусу, она је била лоше смишљена, што се манифестовало низом најављених „ломова“ (април–мај 1929, јануар–фебруар 1930, јун 1931). Појавио се грандиозан и темељно политизован систем чија су карактеристична обележја била економска „гигантоманија“, хронична робна глад, организациони проблеми, расипништво и предузећа која праве губитке. Циљ (односно план) је почео да одређује средства за његово спровођење. Према налазима других историчара, занемаривање материјалне подршке и развој инфраструктуре временом је почело да наноси значајну економску штету. Критичари сматрају да су неки од подухвата индустријализације од самог почетка били лоше осмишљени. Жак Роси тврди да је Беломорско-Балтички канал био непотребан. Истовремено, према совјетској статистици, већ 1933. године каналом је превезено 1,143 милиона тона терета и 27.000 путника; 1940. око милион тона, а 1985. 7,3 милиона тона терета. Међутим, невероватно брутални услови у изградњи канала довели су до смрти до 25.000 радно способних совјетских грађана. Ово не само да је Совјетски Савез лишио његове радне снаге, већ је смањио број људства за војну службу да би се супротставио агресији нацистичке Немачке само осам година касније.
Упркос развоју производње, индустријализација се одвијала углавном екстензивним методама: привредни раст је обезбеђиван повећањем бруто стопе улагања у фиксни капитал, стопе штедње (због пада стопе потрошње), стопа запослености и експлоатација природних ресурса . Британски научник Дон Филцер сматра да је то било због чињенице да је услед колективизације и наглог пада животног стандарда сеоског становништва људски рад у великој мери обезвређен. Вадим Роговин напомиње да је жеља за испуњењем плана довела до ситуације пренапрезања снага и сталног трагања за разлозима који би оправдали неиспуњавање прекомерних задатака. Због тога индустријализација није могла да се храни само ентузијазмом и захтевала је низ принудних мера. Од октобра 1930. забрањено је слободно кретање радне снаге и изрицане су кривичне казне за повреде радне дисциплине. Од 1931. године радници су постали одговорни за штету на опреми. Године 1932. постао је могућ присилни трансфер рада између предузећа и уведена је смртна казна за крађу државне имовине. Седмодневна недеља замењена је пуном радном недељом, чији су дани, без назива, нумерисани од 1 до 5. Сваког шестог дана је био слободан дан за радне смене, како би фабрике могле да раде без прекида. Активно је коришћен рад затвореника (Гулаг). У ствари, током првог петогодишњег плана комунисти су поставили темеље принудног рада за совјетско становништво. Све је то постало предмет оштрих критика у демократским земљама, и то не само либерала, већ и социјалдемократа.
Незадовољство радника с времена на време прелазило је у штрајкове: у фабрици Стаљин, фабрици Ворошилов, фабрици Шостен у Украјини, у фабрици Красноје Сормово код Нижњег Новгорода, у фабрици Серп и Молот Машиноотреста у Москви, у Чељабинском Тракторстроју и другим предузећима.
Сељаштво је у будућности обезбеђивало и раст тешке индустрије, својим радом. Краткорочни резултат ове политике колективизације био је привремени пад пољопривредне производње. Последица тога је било погоршање економске ситуације сељаштва, глад у Совјетском Савезу 1932–33 . Да би се надокнадили губици села, потребни су додатни трошкови. 1932–1936, фарме су од државе добили око 500.000 трактора, не само за механизацију обраде земље, већ и за надокнаду штете од смањења броја коња за 51% (77 милиона) 1929. године. –1933. Механизација рада у пољопривреди и обједињавање посебних земљишних парцела обезбедили су значајно повећање продуктивности рада.
Троцки и страни критичари су тврдили да је, упркос напорима да се повећа продуктивност рада, у пракси просечна продуктивност рада опала. То се наводи у низу савремених публикација, према којима је за период 1929–1932 додана вредност по сату рада у индустрији опала за 60% и вратила се на ниво из 1929. године тек 1952. године. Ово се објашњава појавом хроничне робне несташице у привреди, колективизацијом, масовном глађу, масивним приливом необучене радне снаге са села и повећањем њихових радних ресурса од стране предузећа. Истовремено, специфични бруто домаћи производ по раднику у првих 10 година индустријализације порастао је за 30%.
Искључивање Троцког, Камењева и Зиновјева из партије на 15. конгресу Свесавезне комунистичке партије (бољшевика) изазвало је талас репресија у партији  који се проширио на техничку интелигенцију и стране техничке специјалисте. На јулском пленуму Централног комитета Свесавезне комунистичке партије (бољшевика) 1928. Стаљин је изнео тезу да „како будемо напредовали, отпор капиталистичких елемената ће расти, класна борба ће ескалирати“. Исте године почела је кампања против саботаже . „Штеточине“ су окривљене за неостваривање циљева плана. Прво суђење високог профила у случају "штеточина" било је суђење Шахтију, након чега би оптужбе за саботажу могле уследити и због непоштовања плана компаније.
Један од главних циљева принудне индустријализације био је превазилажење заостатка у односу на развијене капиталистичке земље Неки критичари тврде да је ово заостајање само по себи првенствено последица Октобарске револуције . Они скрећу пажњу на чињеницу да је 1913. Русија заузимала пето место у светској индустријској производњи  и била светски лидер у индустријском расту са показатељем од 6,1% годишње за период 1888–1913. Међутим, до 1920. године ниво производње је пао девет пута у поређењу са 1916.
Совјетска пропаганда је тврдила да је економски раст без преседана. С друге стране, у низу савремених студија се доказује да је стопа раста бруто домаћег производа у Совјетском Савезу (горе поменутих  3–6,3%) била упоредива са сличним цифрама у Немачкој 1930. године. –38 (4,4%) и Јапан (6,3%), иако су били знатно супериорнији у односу на земље попут Уједињеног Краљевства, Француске и Сједињених Држава које су у то време проживљавале Велику кризу .
За Совјетски Савез тог периода карактеристични су ауторитаризам и централно планирање у привреди. На први поглед, ово даје тежину популарном веровању да су високе стопе повећања индустријске производње Совјетског Савеза биле дужне ауторитарном режиму и планској економији
Током година индустријализације, у Совјетском Савезу просечан раст становништва износио је 1% годишње, док је у Енглеској износио 0,36%, САД 0,6%, ау Француској 0,11%.

## Индустријализација и Велики отаџбински рат
Један од главних циљева индустријализације била је изградња војног потенцијала Совјетског Савеза. Дакле, ако је до 1. јануара 1932. године у Црвеној армији било 1.446 тенкова и 213 оклопних возила, онда је од 1. јануара 1934. године било 7574 тенкова и 326 оклопних возила — више него у војскама Уједињеног Краљевства, Француске и Трећег рајха заједно.
Однос између индустријализације и победе Совјетског Савеза над нацистичком Немачком у „ Великом отаџбинском рату “ је предмет дебате. У совјетско време усвојен је став да су индустријализација и предратно поновно наоружавање одиграли одлучујућу улогу у победи. Међутим, супериорност совјетске технологије над немачком на западној граници земље уочи рата  није могла да заустави непријатеља.
Према историчару Константину Никитенку , изграђени командно-административни систем поништио је економски допринос индустријализације одбрамбеној способности земље. Виталиј Лелчук такође скреће пажњу на чињеницу да је до почетка зиме 1941. године територија била окупирана, где је пре рата живело 42% становништва Совјетског Савеза, 63% угља је ископано, 68% сировог гвожђа топљено, итд. Лелчук напомиње да је „победу требало ковати не уз помоћ моћног потенцијала који је створен током година убрзане индустријализације“. Материјално-техничка база таквих гиганата изграђених у годинама индустријализације, као што су металуршке фабрике Новокраматорск и Макевка, ДнепроГЕС, итд., била је на располагању освајачима.
Али присталице совјетске тачке гледишта приговарају да је индустријализација највише погодила Урал и Сибир, док се испоставило да је предреволуционарна индустрија била на окупираним територијама. Они такође указују да је значајну улогу одиграла припремљена евакуација индустријске опреме у регионе Урала, Волге, Сибира и Централне Азије. Само у прва три месеца рата расељено је 1.360 великих (углавном војних) предузећа.

## Индустријализација у књижевности и уметности
Поезија
- Владимир Мајаковски . Прича о Хренову о Кузњецкстроју и о људима из Кузњецка (1929)

Проза
- Андреј Платонов . Темељна јама (1930)
- Александар Малишкин. Људи из забачених крајева (1938)

Скулптуре
- Вера Мукхина . Радник и колхозница (Москва, 1937)
- Алексеј Зеленски и Василиј Бохун. Металург (Магнитогорск, 1958)

Филм
- Иван . Режисер Александар Довженко (1932)
- <i id="mwAqE">Светла стаза</i> . Редитељ Григориј Александров (1940)
- Време, напред! . Режисер Михаил Швајцер (1965)
- Човек од мермера . Редитељ Анџеј Вајда (1977) – филм је посвећен Пољској 1950-их, али постоји паралела са совјетским покретом стахановаца.